# Cabeço de São Pedro
O Cabeço de São Pedro, também conhecido como Cabeço de Santa Cruz, tem aproximadamente 360 metros de altitude e está situado entre as freguesias de Lodões, Roios e Sampaio. No seu alto está fixada uma cruz de madeira, colocada há 130 anos pelo pároco de Sampaio, o Padre José Tibúrcio de Azevedo.
Em tempos passados o cabeço pode ter sido uma espécie de torre de vigia, e em seus arredores podem ser vistos vestígios arqueológicos de um castro.
Conta-se pelas pessoas do sítio, que houve nestas terras um grande incêndio que se alastrou subindo o cabeço, quando o fogo chegou aos pés da cruz se extinguiu milagrosamente.